# 4-Stunden-Rennen von Dubai 2025, 1. Rennen

Streckenlayout des Dubai Autodrome

Das erste 4-Stunden-Rennen von Dubai 2025, auch Asian Le Mans Series, 4 hours of Dubai 2025, fand am 8. Februar auf dem Dubai Autodrome statt und war der dritte Wertungslauf der Asian Le Mans Series der Saison 2025.

## Das Rennen
Das Triumvirat Michael Jensen/Malthe Jakobsen/Valerio Rinicella gewann in seinem Oreca 07 nach dem Erfolg beim zweiten Rennen in Sepang auch das erste Rennen in Dubai. Elf Sekunden dahinter erreichten Georgios Kolovos, Laurents Hörr und Job van Uitert als Gesamtzweite das Ziel. Als Dritte wurde das Trio Kriton Lendoudis/Olli Caldwell/Alex Quinn abgewinkt.

## Ergebnisse

### Schlussklassement
| 1               | LMP2 | 25 | Algarve Pro Racing        | Michael Jensen Malthe Jakobsen Valerio Rinicella                    | Oreca 07                     | 90 |
| 2               | LMP2 | 3  | DKR Engineering           | Georgios Kolovos Laurents Hörr Job van Uitert                       | Oreca 07                     | 90 |
| 3               | LMP2 | 20 | Algarve Pro Racing        | Kriton Lendoudis Olli Caldwell Alex Quinn                           | Oreca 07                     | 90 |
| 4               | LMP2 | 83 | AF Corse                  | François Perrodo Matthieu Vaxivière Alessio Rovera                  | Oreca 07                     | 90 |
| 5               | LMP2 | 22 | Proton Competition        | Giorgio Roda Vladislav Lomko Tom Dillmann                           | Oreca 07                     | 90 |
| 6               | LMP2 | 30 | RD Limited                | Fred Poordad Tristan Vautier James Allen                            | Oreca 07                     | 90 |
| 7               | LMP2 | 24 | Nielsen Racing            | Naveen Rao Matthew Bell Nicky Catsburg                              | Oreca 07                     | 90 |
| 8               | LMP2 | 91 | Pure Racing               | Aljaksandar Malychin Harry King Julien Andlauer                     | Oreca 07                     | 90 |
| 9               | LMP2 | 11 | Proton Competition        | Alexander Mattschull Jonas Ried Mathias Beche                       | Oreca 07                     | 89 |
| 10              | LMP2 | 50 | AF Corse                  | Jeremy Clarke Patrick Byrne Olivier Pla                             | Oreca 07                     | 89 |
| 11              | LMP3 | 26 | Bretton Racing            | Jens Møller Griffin Peebles Theodor Jensen                          | Ligier JS P320               | 85 |
| 12              | LMP3 | 35 | Ultimate                  | Leonardo Colavita Matteo Quintarelli Louis Stern                    | Ligier JS P320               | 85 |
| 13              | GT   | 96 | 2 Seas Motorsport         | Anthony McIntosh Parker Thompson Ben Barnicoat                      | Mercedes-AMG GT3 EVO         | 85 |
| 14              | GT   | 92 | Manthey EMA               | Ryan Hardwick Riccardo Pera Richard Lietz                           | Porsche 911 GT3 R (992)      | 85 |
| 15              | GT   | 74 | Kessel Racing             | Dustin Blattner Ben Tuck Dennis Marschall                           | Ferrari 296 GT3              | 85 |
| 16              | GT   | 87 | Origine Motorsport        | Yuan Bo Leo Ye Hongli Laurin Heinrich                               | Porsche 911 GT3 R (992)      | 85 |
| 17              | GT   | 10 | Manthey                   | Antares Au Klaus Bachler Joel Sturm                                 | Porsche 911 GT3 R (992)      | 85 |
| 18              | GT   | 16 | Winward Racing            | Maro Engel ---- Viktor Shaytar ---- Sergey Stolyarov                | Mercedes-AMG GT3 EVO         | 85 |
| 19              | GT   | 51 | AF Corse                  | Custodio Toledo Cédric Sbirrazzuoli Riccardo Agostini               | Ferrari 296 GT3              | 85 |
| 20              | GT   | 60 | Proton Competition        | Claudio Schiavoni Matteo Cressoni Alessio Picariello                | Porsche 911 GT3 R (992)      | 85 |
| 21              | GT   | 2  | Climax Racing             | Zhou Bihuang Elias Seppänen Ralf Aron                               | Mercedes-AMG GT3 EVO         | 85 |
| 22              | GT   | 14 | Climax Racing             | Lü Wei Ling Kang Lucas Auer                                         | Mercedes-AMG GT3 EVO         | 85 |
| 23              | GT   | 57 | Car Guy                   | Takeshi Kimura Casper Stevenson Daniel Serra                        | Ferrari 296 GT3              | 84 |
| 24              | GT   | 12 | Car Collection            | Bashar Mardini James Kell Nico Menzel                               | Porsche 911 GT3 R (992)      | 84 |
| 25              | LMP3 | 34 | Inter Europol Competition | Tim Creswick Daniel Ali Douwe Dedecker                              | Ligier JS P320               | 84 |
| 26              | GT   | 27 | Optimum Motorsport        | Andrew Gilbert Fran Rueda Benjamin Goethe                           | McLaren 720S GT3             | 84 |
| 27              | LMP3 | 49 | High Class Racing         | Mark Patterson Anders Fjordbach Thomas Kiefer                       | Ligier JS P320               | 84 |
| 28              | GT   | 19 | Blackthorn                | Jonny Adam Charles Bateman Reema Juffali                            | Aston Martin Vantage AMR GT3 | 84 |
| 29              | GT   | 85 | Iron Dames                | Célia Martin Sarah Bovy Michelle Gatting                            | Porsche 911 GT3 R (992)      | 84 |
| 30              | GT   | 28 | AF Corse                  | Massimiliano Wiser Manuel Franco Davide Rigon                       | Ferrari 296 GT3              | 84 |
| 31              | GT   | 46 | QMMF by Herberth          | Ibrahim Al-Abdulghan Abdulla Ali Al-Khelaifi Ghanim Ali Al Maadheed | Porsche 911 GT3 R (992)      | 83 |
| 32              | GT   | 23 | Absolute Racing           | Carl Wattana Bennett Gregory Bennett Chris van der Drift            | Ferrari 296 GT3              | 83 |
| 33              | GT   | 88 | Dragon Racing             | Giacomo Altoè Nicola Marinangeli Marco Pulcini                      | Ferrari 296 GT3              | 83 |
| 34              | GT   | 89 | EBM                       | Jamie Day Mattia Drudi Gabriel Rindone                              | Aston Martin Vantage AMR GT3 | 83 |
| 35              | GT   | 42 | Prime Speed Sport         | René Heremana Malmezac Nick Foster Jono Lester                      | Lamborghini Huracán GT3 EVO2 | 83 |
| 36              | GT   | 79 | Tsunami RT                | Johannes Zelger Fabio Babini Daniel Gaunt                           | Porsche 911 GT3 R (992)      | 83 |
| 37              | LMP3 | 43 | Inter Europol Competition | Steve Brooks Kévin Rabin Mikkel Kristensen                          | Ligier JS P320               | 82 |
| 38              | GT   | 99 | Herberth Motorsport       | Ralf Bohn Alfred Renauer Robert Renauer                             | Porsche 911 GT3 R (992)      | 81 |
| 39              | LMP3 | 7  | Graff Racing              | Danial Frost James Winslow Alexander Bukhantsov                     | Ligier JS P320               | 71 |
| 40              | GT   | 9  | GetSpeed                  | Anthony Bartone Steve Jans Fabian Schiller                          | Mercedes-AMG GT3 EVO         | 66 |
| Nicht klassiert |      |    |                           |                                                                     |                              |    |
| 41              | GT   | 77 | Optimum Motorsport        | Morgan Tillbrook Tom Ikin Marvin Kirchhöfer                         | McLaren 720S GT3             | 39 |
| Ausgefallen     |      |    |                           |                                                                     |                              |    |
| 42              | GT   | 81 | Winward Racing            | Luca Stolz Gabriele Piana ---- Rinat Salikhov                       | Mercedes-AMG GT3 EVO         | 33 |
| 43              | LMP3 | 15 | RLR M Sport               | Nick Adcock Ian Aguilera Chris Short                                | Ligier JS P320               | 28 |
| 44              | GT   | 8  | Dragon Racing             | Todd Coleman Loracan Hanafin Aaron Telitz                           | Ferrari 296 GT3              | 24 |

### Nur in der Meldeliste
Zu diesem Rennen sind keine weiteren Meldungen bekannt.

### Klassensieger
| Klasse | Fahrer           | Fahrer          | Fahrer            | Fahrzeug             | Platzierung im Gesamtklassement |
| ------ | ---------------- | --------------- | ----------------- | -------------------- | ------------------------------- |
| LMP2   | Michael Jensen   | Malthe Jakobsen | Valerio Rinicella | Oreca 07             | Gesamtsieg                      |
| LMP3   | Jens Møller      | Griffin Peebles | Theodor Jensen    | Ligier JS P320       | Rang 11                         |
| GT     | Anthony McIntosh | Parker Thompson | Ben Barnicoat     | Mercedes-AMG GT3 EVO | Rang 13                         |

### Renndaten
- Gemeldet: 44
- Gestartet: 44
- Gewertet: 40
- Rennklassen: 3
- Zuschauer: unbekannt
- Wetter am Renntag: trocken und warm
- Streckenlänge: 5,377 km
- Fahrzeit des Siegerteams: 4:01:35,856 Stunden
- Gesamtrunden des Siegerteams: 90
- Gesamtdistanz des Siegerteams: 483,930 km
- Siegerschnitt: unbekannt
- Pole Position: Giorgio Roda – Oreca 07 (#22) – 1:47,569
- Schnellste Rennrunde: Laurents Hört – Oreca 07 (#3) – 1:47,697
- Rennserie: 3. Lauf zur Asian Le Mans Series 2025